# Ostasienspiele 2013
Die Ostasienspiele 2013 (VI. Ostasienspiele) wurden vom 6. Oktober bis 15. Oktober 2013 in Tianjin ausgetragen. Bei den zehntägigen Spielen soll das Budget um ein Fünftel geringer gewesen sein, als bei den Spielen 2009 in Hongkong, als es 240 Millionen Hongkong-Dollar betrug. Der Hauptaustragungsort war das Tianjin Olympic Centre Stadium. Tianjin erhielt 2007 den Zuschlag zur Austragung. Die Spiele wurden von Liu Yandong eröffnet.

## Sportarten
Im Vergleich zu den Spielen 2009 kamen die Sportarten Baseball, Drachenboot, Fechten, Gymnastik, Karate und Soft Tennis hinzu, wohingegen Billard, Windsurfen, Rudern und 7er-Rugby keine Bestandteile der Spiele mehr waren.
Ausgetragen wurden:
- Baseball[A 1]
- Basketball
- Badminton (Details 2013)
- Bowling[A 1]
- Drachenboot[A 1]
- Fechten
- Fußball (Details)
- Gewichtheben
- Gymnastik
- Hockey
- Judo
- Karate[A 1]
- Leichtathletik
- Radsport
- Soft Tennis[A 1]
- Schießen
- Squash[A 1]
- Tanzsport[A 1]
- Taekwondo
- Tennis
- Tischtennis
- Volleyball
- Wassersport
- Wushu[A 1]

## Medaillenspiegel
Wie bei allen vorangegangenen Ostasienspielen belegte China im Medaillenspiegel den ersten Platz, gefolgt von Japan und Südkorea.
| Platz | Land                | Gold | Silber | Bronze | Gesamt |
| ----- | ------------------- | ---- | ------ | ------ | ------ |
| 1     | Volksrepublik China | 134  | 79     | 51     | 264    |
| 2     | Japan               | 47   | 57     | 75     | 179    |
| 3     | Südkorea            | 36   | 51     | 74     | 161    |
| 4     | Chinesisch Taipeh   | 17   | 28     | 46     | 91     |
| 5     | Hongkong            | 10   | 16     | 30     | 56     |
| 6     | Nordkorea           | 8    | 12     | 22     | 42     |
| 7     | Macau               | 3    | 5      | 19     | 27     |
| 8     | Mongolei            | 0    | 4      | 18     | 22     |
| 9     | Guam                | 0    | 1      | 0      | 1      |
| Total | Total               | 255  | 253    | 335    | 843    |